# Aby Warburg
Aby Warburg, původně Abraham Moritz Warburg, (13. červen 1866 Hamburk – 26. říjen 1929, Hamburk) byl německý historik umění a historik kultury. Věnoval se ikonografii a ikonologii, které zavedl jako samostatnou disciplínu dějin umění. Studoval vliv antického mýtu a tradice na kulturu následujících epoch, zejména renesance.

## Život

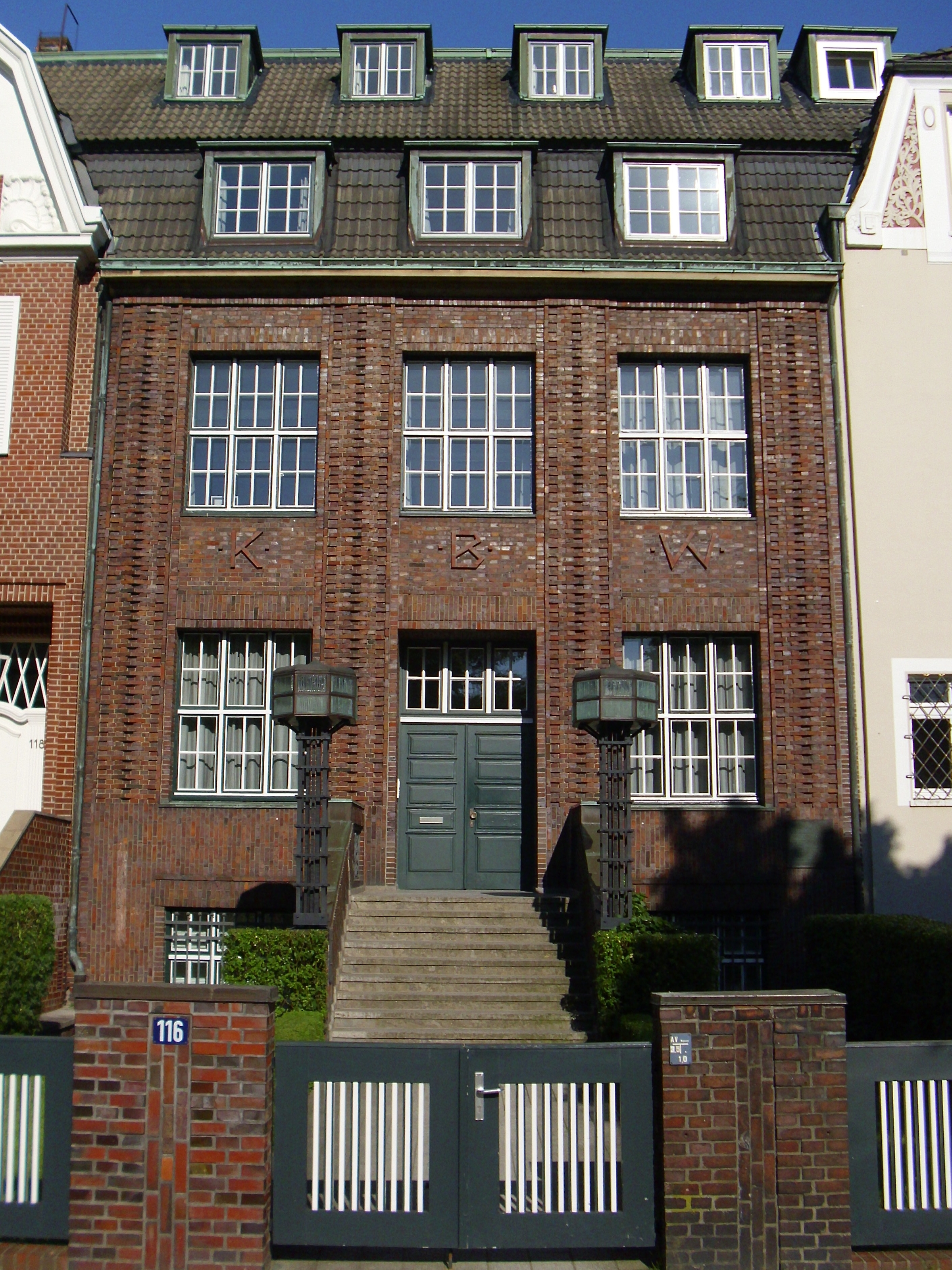
Sídlo Warburgovy knihovny v Hamburku

Pocházel z dobře situované rodiny židovských bankéřů, kteří přišli v 17. století z italské Bologni do Warburgu ve Vestfálsku, podle něhož si zvolili příjmení. V 18. století rodina přesídlila do Altony a roku 1798 založila banku M. M. Warburg & Co v Hamburku. Abyho matka Charlotte Ester pocházela z podnikatelské rodiny aristokratů Oppenheimů z Kolína nad Rýnem. Aby byl nejstarší ze sedmi dětí. Studoval dějiny umění, dějiny a archeologii nejdříve na univerzitě v Bonnu, pokračoval v Mnichově a studia zakončil pobytem v Kunsthistorisches Institutu ve Florencii. V roce 1892 obhájil disertační práci s tématem Botticelliho obrazu Zrození Venuše a jaro, o rok později ji vydal tiskem. Pokračoval studiem dvou semestrů medicíny na lékařské fakultě univerzity v Bonnu, kde navštěvoval také přednášky z psychologie. Na těchto širokých základech pak založil samostatnou disciplínu dějin umění ikonografii a ikonologii jako duchovní vědu (Geistwissenschaft). Zabýval se také astrologií a numerologií. Studoval vliv antického mýtu a tradice na kulturu následujících epoch, zejména renesance. Absolvoval studijní pobyt ve Spojených státech.
Roku 1900 založil nadaci s umělecko-historickou vědeckou knihovnou Bibliothek Warburg v Hamburku, jež po nástupu nacismu v Německu roku 1933 přesídlila do Londýna a byla rozšířena na Warburg Institute. Jeho vědecká činnost byla oceněno členstvím v Akademii věd v Göttingen. Soukromě a nepravidelně přednášel na různých univerzitách, především v Hamburku.
Jako šestiletý prodělal onemocnění tyfem, poté těžce onemocněla také jeho matka. Od té doby byl psychicky labilní a trpěl depresemi. Roku 1918 u něj propukla schizofrenie a manio-depresivní stavy, které ho v roce 1921 přivedly do sanatoria v Kreuzlingenu, kam se opakovaně vracel. Vědeckou knihovnu pak vedl jeho asistent Fritz Saxl. Srdeční infarkt v roce 1929 předčasně ukončil jeho kariéru.

## Dílo
- Gesammelte Schriften. Hrsg. von der Bibliothek Warburg. Leipzig / Berlin, 1932, 2Band. Digitalisem
- Gesammelte Schriften (Studienausgabe). Akademie Verlag, Berlin 1998 -
  - I, 1-2: Die Erneuerung der heidnischen Antike. Kulturwissenschaftliche Beiträge zur Geschichte der europäischen Renaissance. (Nachdruck der Ausg. 1932). Hrsg., Horst Bredekamp a Michael Diers. Berlin 1998.
  - II, 1: Der Bilderatlas Mnemosyne. Hrsg., Martin Warnke a Claudia Brink. Berlin 2000.
  - II, 2: Bilderreihen und Ausstellungen. Hrsg., Uwe Fleckner a Isabella Wold. Berlin 2012.
  - VII: Tagebuch der Kulturwissenschaftlichen Bibliothek Warburg. Hrsg., Karen Michels a Charlotte Schoell-Glass. Berlin 2001.
- Aby Warburg. Werke in einem Band. Auf der Grundlage der manuskripty und Handexemplare herausgegeben und kommentiert von Martin Treml, Sigrid Weigel] und Perdita Ladwig. Suhrkamp, Berlin 2010, ISBN 978-3-518-58531-3.
- Das Schlangenritual. Ein Reisebericht. Mit einem Nachwort ven Ulrich Raulff. Wagenbach, Berlin 1988, 5.Aufl. mit einem Nachwort zur Neuausgabe ven Claudia Wedepohl. 2011, ISBN 978-3-8031-2672-6.